# Jacques David (acteur)
Pour les articles homonymes, voir Jacques David (homonymie) et David.
Jacques David, né le 28 octobre 1930 dans le 6e arrondissement de Paris et mort le 25 avril 2011 à Quimperlé, est un acteur et militant breton.

## Biographie
Jacques David a grandi à Paris dans une famille d'ouvriers. Son certificat d’études primaires en poche, il est entré à 14 ans comme apprenti dans une imprimerie. Vivotant durant sa jeunesse, il finit par se tourner vers le théâtre à l'âge de 19 ans et enrichit sa culture de manière autodidacte. Débute alors sa carrière en tant que comédien qui lui ouvrira rapidement les portes du cinéma. Parallèlement à la pratique de cet art, il reste toujours très engagé. Il a été en effet un membre du Parti communiste français dès les années 1950. Comme acteur, il était membre actif du Syndicat français des acteurs : la CGT (SFA (Syndicat français des artistes-interprètes) créé en 1958, quand furent unifiés le SNA (Syndicat national des acteurs) et le CNA (Comité national des acteurs) ; en 1975 il devient Syndicat français des artistes interprètes.
Après avoir été membre du MOB pendant un court moment en 1963, il rejoint finalement l'UDB. Il devient conseiller municipal de l'UDB à Athis-Mons de 1977 à 1983. Ainsi, il donna naissance à la section Sud-Paris du groupe. En 1973, il alla sur les rangs pour les élections des ambassadeurs de l'Assemblée nationale de France.[réf. nécessaire]
Une fois en retraite il s'installa à Quimperlé, ville d'origine de son père.

### Carrière
Après six années passées au Théâtre national populaire sous la direction de Georges Wilson, il rejoint Marcel Planchon, puis Marcel Maréchal, Patrice Chéreau et travaille enfin dans la compagnie Renaud-Barrault. Il jouera aussi sous la direction de Silvia Monfort, Jacques Rosny et Jean Gilibert.
Il avait pris qualité dans une centaine de films pour la télévision avec, comme directeurs, Pierre Cardinal, Carrère, Chouchan, Yves Ciampi, Marcel Cravenne, Louis Grospierre et Philippe Levebvre, parmi d'autres.
Il a joué dans une quarantaine de films, dont les plus notables ont été réalisés par Yves Boisset, Jules Dassin, Christian de Chalonge, Jacques Deray, Louis Malle, Henri Verneuil, Fred Zinnemann...
Dans les années 1990, il décide de ne plus tourner de films et crée, avec sa complice Christine Wener,, une troupe de théâtre nommée le Théâtre du Liseron,. Ensemble ils feront une quinzaine de pièces. Il mit aussi en scène Carmen pour le Festival international d'art lyrique de Nevers.

### Vie privée
Jacques David était marié à la couturière Simone David, membre de l’atelier de couture de la Comédie-Française et qui a notamment travaillé pour le film La Reine Margot (nommé aux Oscars 1995 pour les meilleurs costumes) et qui fut la chef costumière du Théâtre du Liseron.

## Filmographie

### Cinéma
En tant qu'acteur :
- 1955 : Du rififi chez les hommes de Jules Dassin
- 1962 : Kriss Romani de Jean Schmidt
- 1963 : La Soupe aux poulets de Philippe Agostini
- 1963 : Le Feu follet de Louis Malle
- 1964 : Et Zeus se gratta la cuisse, court-métrage de Georges Dumoulin
- 1965 : Pleins feux sur Stanislas de Jean-Charles Dudrumet
- 1965 : Moi et les hommes de quarante ans de Jack Pinoteau
- 1967 : Le Voleur de Louis Malle
- 1967 : Les Filous, court métrage de Jacques Colombat
- 1971 : Plage privée, court-métrage de Jean-François Laguionie
- 1973 : R.A.S. d'Yves Boisset
- 1975 : Opération Lady Marlène de Robert Lamoureux
- 1975 : Chronique des années de braise de Mohammed Lakhdar-Hamina
- 1976 : Le Corps de mon ennemi d'Henri Verneuil
- 1977 : Julia de Fred Zinnemann
- 1977 : Le mille-pattes fait des claquettes de Jean Girault
- 1977 : Pour Clémence de Charles Belmont
- 1978 : L'Argent des autres de Christian de Chalonge
- 1982 : Mille milliards de dollars d'Henri Verneuil
- 1983 : Le Marginal de Jacques Deray
- 1984 : Charlots Connection de Jean Couturier
- 1989 : Les Bois noirs de Jacques Deray

En tant que scénariste :
- 1964 : Biscaille[11],[12], court-métrage de Marceau Ginésy

### Télévision
- 1958 : Les Cinq Dernières Minutes, 1re série
- 1964-1965 : Commandant X, épisode 7 et 8 Le dossier Amazonie de Jean-Paul Carrère
- 1964-1968 : Le Théâtre de la jeunesse
- 1966 : Les parisiennes de Paris, épisode : Au temps des Camélia de André Tesseire
- 1967 : Les Enquêtes du commissaire Maigret
- 1967 : Les Chevaliers du ciel (saison 2, épisode 3)
- 1968 : Les Compagnons de Baal (mini-série)
- 1969 : Une balle de trop (49/56)
- 1970 : Nanou de Georges Régnier
- 1970 : Les Saintes chéries (série)
- 1970 : Les Cinq Dernières Minutes, épisode Une balle de trop de Raymond Portalier
- 1973 : L'étang de la Breure (série) de Claude Grinberg
- 1973 : L’Éloignement de Jean-Pierre Desagnat
- 1974 : Les Enquêtes du commissaire Maigret, épisode : Maigret et le corps sans tête de Marcel Cravenne
- 1974 : Étranger, d'où viens-tu ?  (série) de Bernard Toublanc-Michel
- 1974-1976 : Les Gammas !
- 1975 : Les Compagnons d'Eleusis (série)
- 1976 : Au bout du compte de Gérard Chouchan
- 1976 : Nick Verlaine ou Comment voler la Tour Eiffel, de Claude Boissol, épisode : Nick Verlaine prend la route (mini-série)
- 1976 : Les mystères de New-York (mini-série)
- 1976 : Au théâtre ce soir
- 1977 : La lettre écarlate de Marcel Cravenne
- 1978 : Médecins de nuit de Philippe Lefebvre (série télévisée), épisode Jean-François
- 1978 : Les Brigades du Tigre, épisode Cordialement vôtre de Victor Vicas
- 1978 : Le temps d'une République (série)
- 1978 : Les procès témoins de leur temps (épisode Une semaine sainte de Jean Cazenave)
- 1979 : Une Suédoise à Paris (série)
- 1979 : Cinéma 16 (série)
- 1979 : Histoires de voyous : Le concierge revient tout de suite de Michel Wyn
- 1980 : La Traque (mini-série)
- 1980 : Les Dossiers de l'écran
- 1980 : Fantômas (mini-série)
- 1980 : Mathieu, Gaston, Peluche de Roland-Bernard
- 1982 : Marcheloup (série)
- 1983 : Les Enquêtes du commissaire Maigret, épisode : La Tête d'un homme de Louis Grospierre
- 1984 : Nuits secrètes de William Hale
- 1989 : Les sirènes de minuit de Philippe Lefebvre
- 1991 : Renseignements généraux (saison 2, épisode 3)

## Théâtre

### Carré Silvia Monfort Vaugirard
1984  Les Perses d'Eschyle, mise en scène Silvia Monfort, Carré Silvia Monfort Vaugirard : Eschyle

### Théâtre du Liseron
- Tranches de vie conjugales
- Bubu de Montparnasse
- Moi, Alma, veuve Mahler
- L'Imaginaire Histoire à un voyage impossible
- Michel Strogoff
- Trois histoires pour Yukiko
- Le Monde en vrac et la Tête à l'envers
- Marion du Faouët
- Carmen
- Berthe[13],[14]
- C'est jouable ![15]

## Sources
- François Chevassu (dir.), Le Guide du cinéma culturel, Cahiers de l'éducation permanente, 1961.
- Lionel-Henry Gant, Dictionnaire biographique du mouvement breton, XXe – XXIe siècles, Yoran Embanner, 2013.